# Kita (Kyoto)

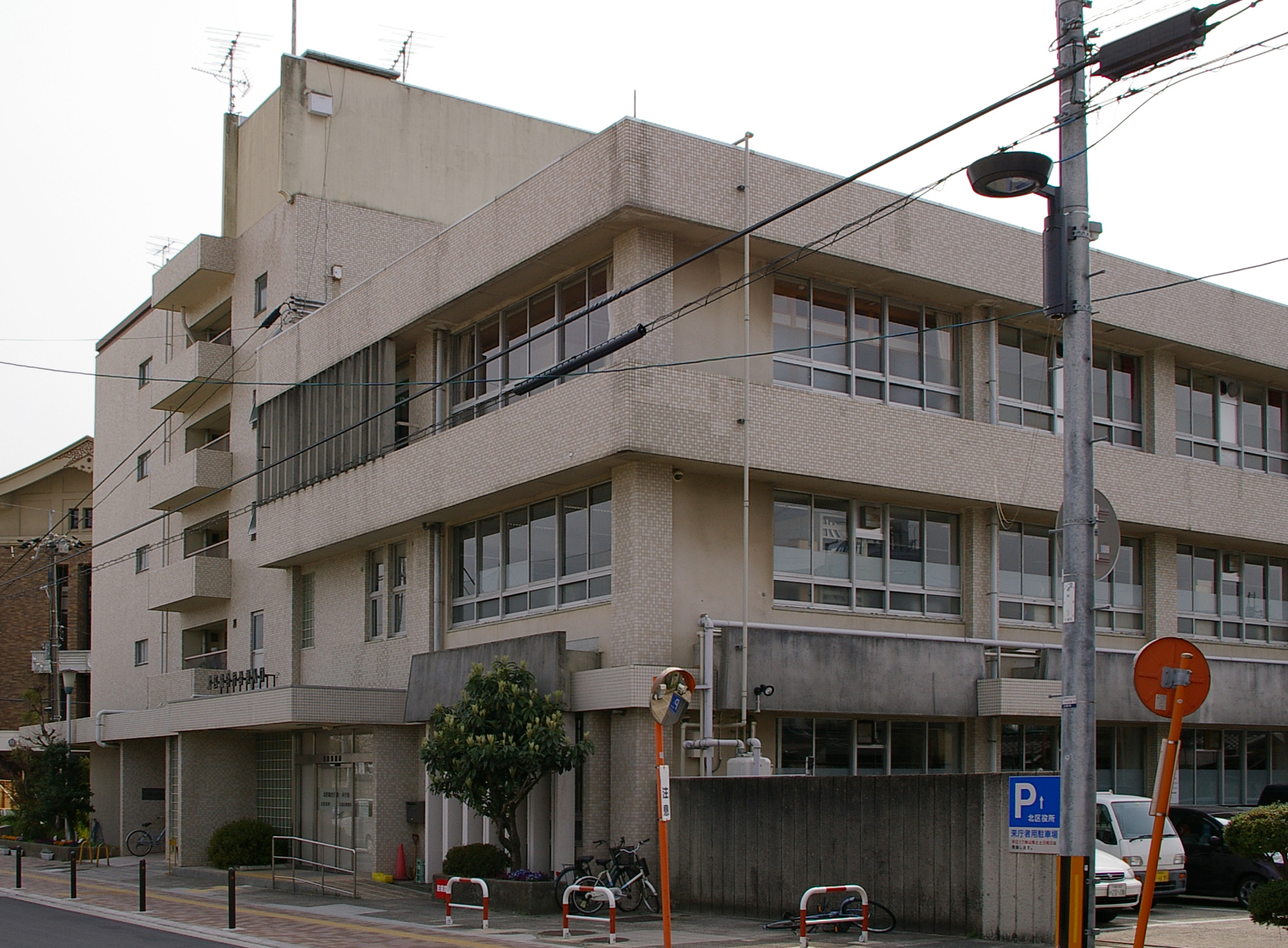
Ajuntament de districte

Kita (北区, Kita-ku) és un dels 11 districtes ubans de la ciutat de Kyoto, capital de la prefectura homònima, a la regió de Kansai, Japó. És el tercer districte amb més superfície de la ciutat després d'Ukyō i Sakyō. A Kita s'hi troben monuments com el Kinkakuji o el santuari de Kamo. El nom del districte, Kita, es pot traduir al català com a "Nord", fent referència a la seua situació geogràfica.

## Geografia
El districte de Kita es troba localitzat a la part central de la ciutat de Kyoto. La part meridional del districte es troba densament urbanitzada i sobre terreny pla, a la coneguda com foia de Yamashiro, mentres que la part septentrional és de caràcter muntanyós, menys urbanitzada i habitada. Per Kita passen els rius Kamo i Tenjin i s'hi troben els monts Kinugasa, Funaoka i Sajikigatake, el punt més alt del districte. El terme del districte de Kita limita amb els d'Ukyō al nord i a l'oest; amb Sakyō a l'est i amb Kamigyō i Nakagyō al sud.

### Barris
- Kami-Gamo (上賀茂)
- Ōmiya (大宮)
- Takagamine (鷹峯)
- Kinugasa (衣笠)
- Taishōgun (大将軍)
- Taihō (待鳳)
- Shichiku (紫竹)
- Hōtoku (鳳徳)
- Motomachi (元町)
- Rakushi (楽只)
- Kashiwano (柏野)
- Murasakino (紫野)
- Shimei (紫明)
- Izumoji (出雲路)
- Nakagawa (中川)
- Onogō (小野郷)
- Kumogahata (雲ケ畑)

## Història
La zona on actualment es troba el districte de Kita va formar part fins a l'era Meiji dels ja desapareguts districtes d'Otagi i de Kadono, a l'antiga província de Yamashiro. Respecte a l'integració del territori actual de Kita a la ciutat de Kyoto, es pot afirmar que la gran part va ser l'any 1931 al districte de Kamigyō, tot i que hi han barris com Kinugasa que es van integrar a la ciutat el 1918 o Kumogahata, el 1949. L'actual districte es creà l'1 de setembre de 1955 arran d'una escissió del districte de Kamigyō.

## Demografia
| 1920    | 1930    | 1940    | 1950    | 1960    | 1970    | 1980    |
| ------- | ------- | ------- | ------- | ------- | ------- | ------- |
| n/a     | n/a     | n/a     | n/a     | 123.230 | 135.681 | 136.181 |
| 1990    | 2000    | 2010    | 2020    | 2030    | 2040    | 2050    |
| 127.348 | 126.125 | 122.037 | 116.442 | -       | -       | -       |

## Transport

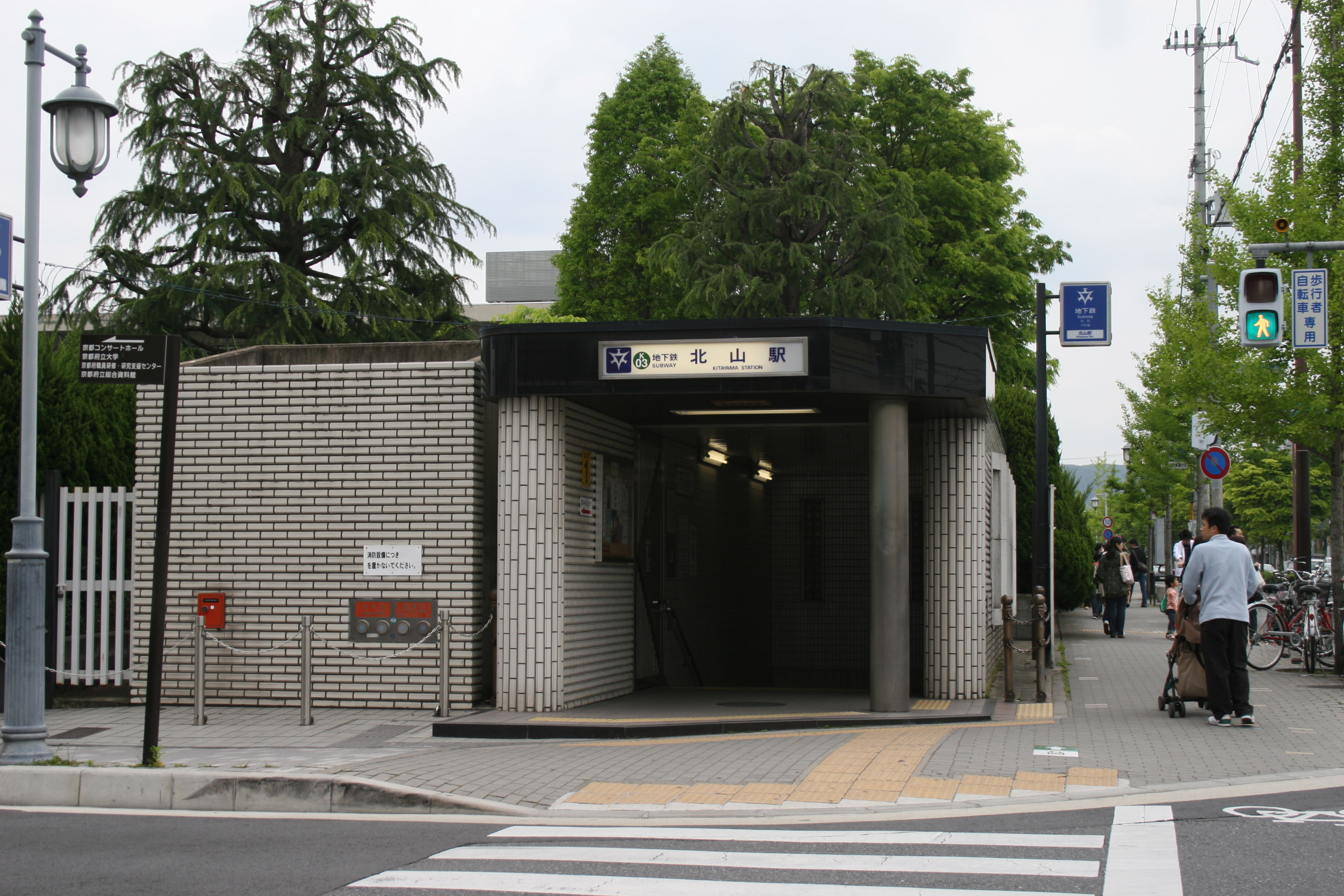
Estació de Kitayama

### Ferrocarril
- Metro de Kyoto
  - Kitaōji - Kitayama
- Ferrocarril Elèctric de Kyoto-Fukui (Keifuku)
  - Tōjiin・Ritsumeikan - Kitano-Hakubaichō

### Carretera
- Nacional 162 - Nacional 367
- Xarxa de carreteres prefecturals de Kyoto